# 肥城路11号公寓
36°04′04.2″N 120°18′50″E / 36.067833°N 120.31389°E
肥城路11号公寓位于中国山东省青岛市市南区肥城路11号，始建于1901年，1904-1905年间扩建至现今规模。

## 历史
肥城路11号与西侧的海恩大楼可能同属于德国电气工程师约瑟夫·卡尔·海恩（Josef Karl Henn），肥城路11号建造时间略晚于海恩大楼。《青岛官报》（Amtsblatt für das Deutsche Kiautschou-Gebiet）记载海恩于1901年6月参与了今肥城路11号所在地块的拍卖。1902年夏海恩大楼发生火灾时该楼已建成，初建时该楼仅有一层。1904年海恩离开青岛并将海恩大楼卖给地产商阿尔弗雷德·希姆森（Alfred Siemssen）的弟弟、青岛啤酒厂业务经理恩斯特·希姆森（Ernst Siemssen），肥城路11号楼是否一并被卖给希姆森暂不确定。
1904至1905年间，该楼被扩建至现今规模。1907年行名录记载德国商人马丁·约翰森（Martin Johannsen，有时拼写为）在肥城路经营啤酒批发和雪茄烟仓储。1912年，约翰森在该楼开设“健康泉”（Gesundbrunnen）矿泉水厂。1913年地籍图显示该楼所在地块属于约翰森。
1914年11月日军占领青岛后，约翰森于1915年被日军逮捕押往战俘营。该楼改为日本人设立的青岛基督教会、青岛基督教青年会。1916年4月，日本基督教徒吉利平次郎在此开设英语夜校“青岛英学院”（青岛英学塾），1917年4月增设日语、簿记学科，改为中日合班制的“青岛学院”。1918年，该校迁至馆陶路捷成洋行旧址，该校后来发展为青岛学院商业学校，设于今单县路青岛一中址。青岛日本基督教会后来迁至今桓台路高苑路路口建立教堂，年代不详。
该楼此后用途不详。学者鲁海称该楼曾为青帮分子张乐古开设的《平民报》（原名《平民白话报》）报社。另据《山东省志·对外经济贸易志》记载1941至1942年间肥城路11号曾有进出口商中和公司。该楼现为民居。

## 建筑特色
该楼高3层（含阁楼1层），正立面中轴对称，一层中央为券式入口，两侧各设两个券窗，转角镶嵌花岗岩装饰，二层接建部分门窗与一层一致，三层因立面收分开四个券窗。每层窗户装饰各不相同。屋顶铺红色牛舌瓦，开老虎窗。

## 图集
- 肥城路11号最初仅有一层的状态
- 德占时期的海恩大楼，右侧后方为扩建后的肥城路11号
- 第一次日占时期的肥城路，右侧为肥城路11号，左侧为肥城路6号（2004年拆除）